# Selenosporella cymbiformis
Selenosporella cymbiformis är en svampart som beskrevs av B. Sutton 1973. Selenosporella cymbiformis ingår i släktet Selenosporella, klassen Sordariomycetes, divisionen sporsäcksvampar och riket svampar.   Inga underarter finns listade i Catalogue of Life.